# Vágyódás a tavasz után
A Vágyódás a tavasz után (Komm, lieber Mai) Christian Adolph Overbeck verse, melyet Wolfgang Amadeus Mozart zenésített meg énekhangra és zongorára 1791-ben.

## Kotta és dallam
| 1. Szép május, jöjj, hogy ébreszd a fáknak ágait, oly régen várlak téged, hogy minden nyíljon itt! Ha dúsan hajt a rózsa és ontja illatát, mily vágyva szívom róla, ott járva réten át. | 2. A télben lám sok jó van és mennyi szépet ád, Ha járunk térdig hóban és vívunk hócsatát. S ha jő az alkony óra benn épül kártya vár, Majd szánkó hív nagy útra és vélünk vígan száll.        |
| 3.De mégis más, ha nyáron az égbolt fényesebb, Szól víg madár az ágon, ez nékem százszor szebb. Most búsan, kérdve néz rám a délceg hintaló, De künn a kertnek útján csak sár van víz meg hó. 5. Ó bárcsak lenne végre az ég oly fényes kék, Hogy jöjjön nyár a télre sok gyermek szíve kér. Szép május hozd el nékem e drága csalogányt, S mind víg lesz künn a réten az ifjú és a lány. Teréz Tulok | 4.Több nékem így a bánat, mert Lotti szíve fáj. A drága lány csak várja, hogy májust lássa már. Sha kérem, jöjjön vélem, kis játék volna jó, csak ül nagy búsan, tétlen mint fészkén tyúkanyó. |

## Felvételek
- Wolfgang Amadeus Mozart:  Vágyódás a tavasz után.wmv. Gundula Janowitz  YouTube (2010. február 28.)  (Hozzáférés: 2016. november 11.) (audió, fényképsorozat)
- Wolfgang Amadeus Mozart:  Szép május. Krizsán Tamás  YouTube (2014. május 14.)  (videó)